# Heinrich Rürup
Heinrich Rürup (* 11. Juni 1876 in Unna; † 17. September 1954 in Essen) war ein deutscher Politiker (Zentrum).

## Leben
Heinrich Rürup wurde als Sohn eines Braumeisters geboren. Nach dem Volksschulabschluss besuchte er von 1888 bis 1892 die städtische Rektoratsschule in Soest und arbeitete anschließend im Bergbau. Neben seiner beruflichen Tätigkeit besuchte er von 1898 bis 1900 die Bergmännische Fortbildungsschule in Kamen und von 1900 bis 1902 die Bergschule Bochum, an der er den Befähigungsausweis zum technischen Grubenbeamten erhielt. Von 1902 bis 1903 arbeitete er als Steiger auf der Zeche Dorstfeld in Dortmund, danach im Essener Kohlebergbau. Er engagierte sich in der Christlichen Gewerkschaft, belegte 1903 einen volkswirtschaftlichen Kurs in München-Gladbach und war von 1908 bis 1920 als Redakteur für die Verbandszeitung Der Bergknappe des Gewerkvereins christlicher Bergarbeiter Deutschlands tätig. 1920 wurde er Vorstandsmitglied und Direktor des Rheinisch-Westfälischen Kohlen-Syndikates. In dieser Funktion beschäftigte er sich hauptsächlich mit der Grubensicherheit.
Rürup trat in die Zentrumspartei ein und war von 1909 bis zur Eingemeindung 1915 Ratsmitglied in Altenessen. Im Anschluss wurde er Essener Stadtverordneter. Von 1919 bis 1921 war er Mitglied der Verfassunggebenden Preußischen Landesversammlung. Im Februar 1921 wurde er als Abgeordneter in den Preußischen Landtag gewählt, dem er ohne Unterbrechung bis 1932 angehörte.